# Eliurus myoxinus
Eliurus myoxinus é uma espécie de roedor da família Nesomyidae.
Apenas pode ser encontrada em Madagáscar.